# Julia Lennon
Julia Lennon, nacida como Julia Stanley (Liverpool, 12 de marzo de 1914-ibídem, 15 de julio de 1958) fue la madre del célebre músico británico John Lennon, sobre quien tuvo gran influencia en su vocación y en sus primeros aprendizajes musicales. Tres canciones de Lennon, «Julia», «Mother» y My Mummy's Dead estuvieron explícitamente dedicadas a su madre. Tuvo también otras tres hijas, entre ellas Julia Baird, autora del libro John Lennon, Mi Hermano (1988). 
Murió víctima de un accidente de tránsito en 1958, frente a la casa de su hijo. El biógrafo Ian MacDonald escribió que ella fue "en gran medida;...la musa de su hijo".

## Antecedentes
Julia Stanley nació el 12 de marzo de 1914, en 8 Head Street, en el popular barrio de Toxteth, en Liverpool. Fue la cuarta de cinco hermanas.
Su madre, Annie Jane (nacida Millward), tuvo primero un hijo y una hija, que murieron poco después de nacer. Luego nacieron Mary, conocida como "Mimi" (1906–1991); Elizabeth "Mater" (1908–1976); Anne "Nanny" (1911–1988); Julia "Judy" (1914–1958); y Harriet "Harrie" (1916–1972). John Lennon diría que "las chicas Stanley eran cinco mujeres fantásticas, fuertes, bellas e inteligentes".
Su padre, George Ernest Stanley, era marino mercante retirado y trabajaba como investigador para una compañía de seguros. Se radicó con su familia en el suburbio de Woolton, donde vivieron en una pequeña casa aterrazada (terraced house) en 9 Newcastle Road, cerca de Penny Lane.

## Infancia
Julia nació el 12 de marzo de 1914. Era la cuarta hija y dos años después nacería Harriet, la menor. Debido al oficio de marino mercante de su padre, George. Julia y sus hermanas fueron criadas principalmente por su madre, Anne, a quien llamaban "Mama", al estilo galés, ascendencia a la que pertenecía. Las niñas adoraban a su madre y temían a su padre, en los esporádicos momentos que estaba en casa. George expresaba las estrictas normas de conducta victorianas, sin aceptar cuestionamientos ni desobediencias por parte de sus hijas.
Durante la mayor parte de la década de 1920 vivieron en el suburbio de Toxteth, en 23 Cedar Grove, asistiendo a la Escuela Municipal de Tiber Street. George tuvo especial debilidad por Julia, a quien se le permitió ser la rebelde de la familia.
La música fue una parte importante de su familia. George ("Dada") tocaba el banjo y el ukelele, mientras Anne ("Mama") tocada el piano. Julia aprendería a tocar los tres instrumentos y le enseñaría a su hijo John a tocar banjo, ukelele y un poco el piano. Todas las hijas cantaban, pero Julia se destacaba entre las cinco. Entre las canciones de moda que cantaba la familia, se encuentran «Girl of My Dreams» de Sunny Clapp y «Ramona», una canción inspirada en la exitosa novela antirracista del mismo nombre, escrita por Helen Hunt Jackson.
Su hermana mayor Mimi era la que tenía el carácter más fuerte, confrontando con su padre muchas veces y saliendo a trabajar como enfermera. Julia terminó la escuela en 1929, con quince años y comenzó a trabajar. Debido a la miopía aguda que la afectaba debía usar anteojos constantemente, pero al terminar la escuela decidió dejar de usarlos (su hijo John, también severamente miope, haría lo mismo).
Ese mismo año conoció a Alfred Lennon, conocido como "Alf", un año mayor que ella, con quien se puso de novia. Al año siguiente Lennon se inició en el oficio de marino mercante. El padre de Julia desaprobaba a Alf, a quien consideraba no merecedor de su hija preferida.
En 1930 los Stanley se mudaron a una casa aterrazada (terraced house) ubicada en 71a Berkley Street, siempre en el distrito de Toxteth, donde vivieron hasta 1938, cuando volvieron a mudarse a 9 Newcastle Road, en el suburbio de Wavertree, a pocas cuadras del cruce de Penny Lane.

## Casamiento con Alf Lennon

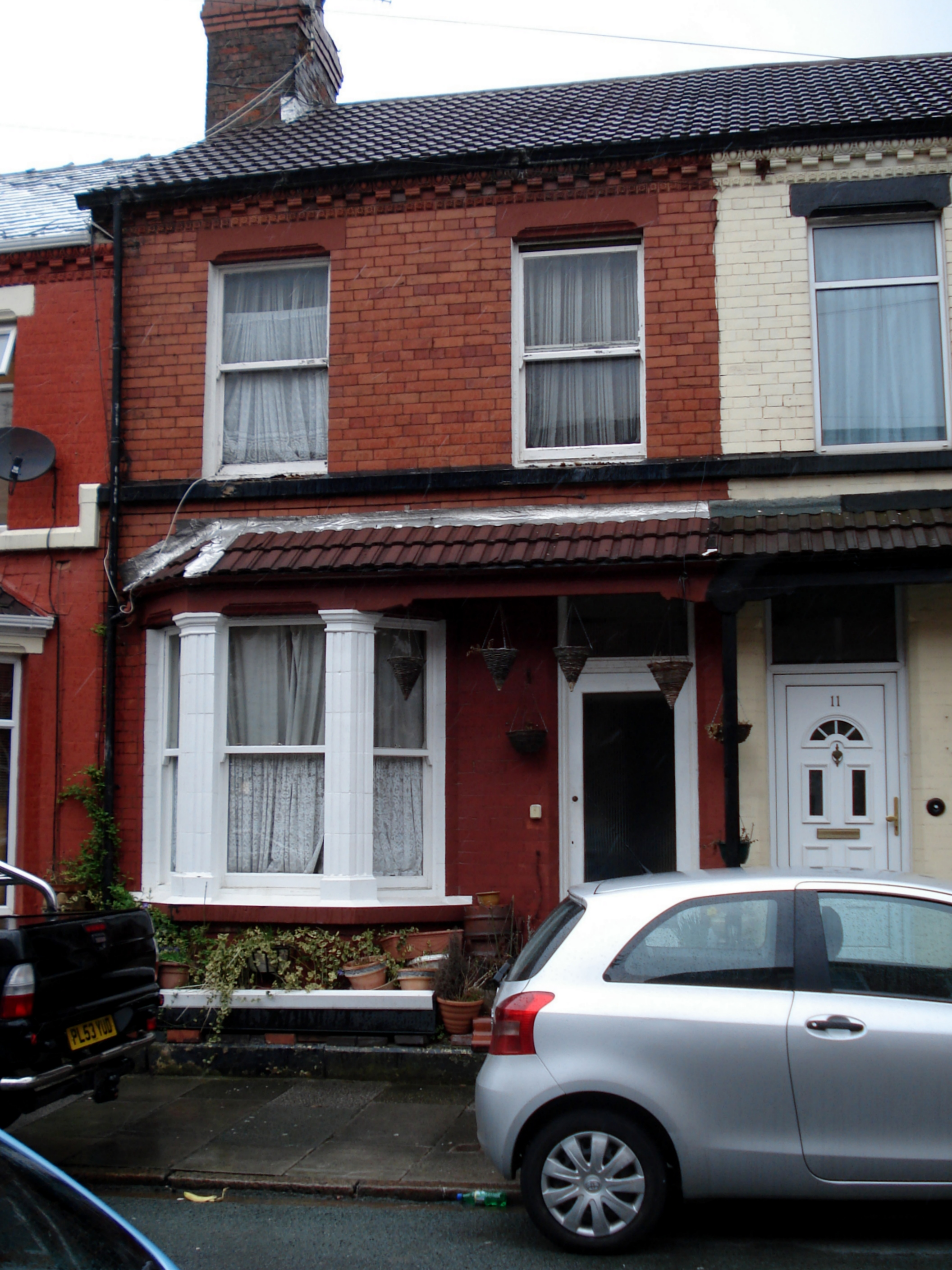
9 Newcastle Road, Liverpool; la casa en que vivió Julia desde 1938.

Julia era atractiva, tenía un gran sentido del humor y estaba constantemente arreglada. Un sobrino suyo diría años después que podía "sacar un chiste de nada" y "podía salir de una casa incendiándose con una sonrisa y un chiste". Le gustaba bailar y frecuentaba los salones y clubes populares en los que solía participar de competiciones de baile. Solía imitar a Louis Armstrong y Al Jolson. Tocaba el ukulele, el acordeón y el banjo.
El 3 de diciembre de 1938, a los 24 años, Julia se casó con Alf. Ambos se habían conocido trece años atrás. Se casó en el Registro Civil de Bolton Street, sin la presencia de ningún familiar debido a que no les avisaron que iban a casarse. Su luna de miel consistió en ir a cenar en el restaurante Reece's en Clayton Square (años después su hijo John haría exactamente lo mismo al casarse con Cynthia Powell). Cuando volvió a su casa le mostró a su familia la licencia matrimonial y dijo "¡Ahí está!—Me casé con él." Se trataba de una respuesta a su padre, que había amenazado con desconocerla si alguna vez cohabitaba con un amante. Esa noche ella durmió en la casa de sus padres mientras Lennon durmió en el barco en el que estaba empleado, que al día siguiente salió a navegar durante tres meses hacia el Caribe.

## John

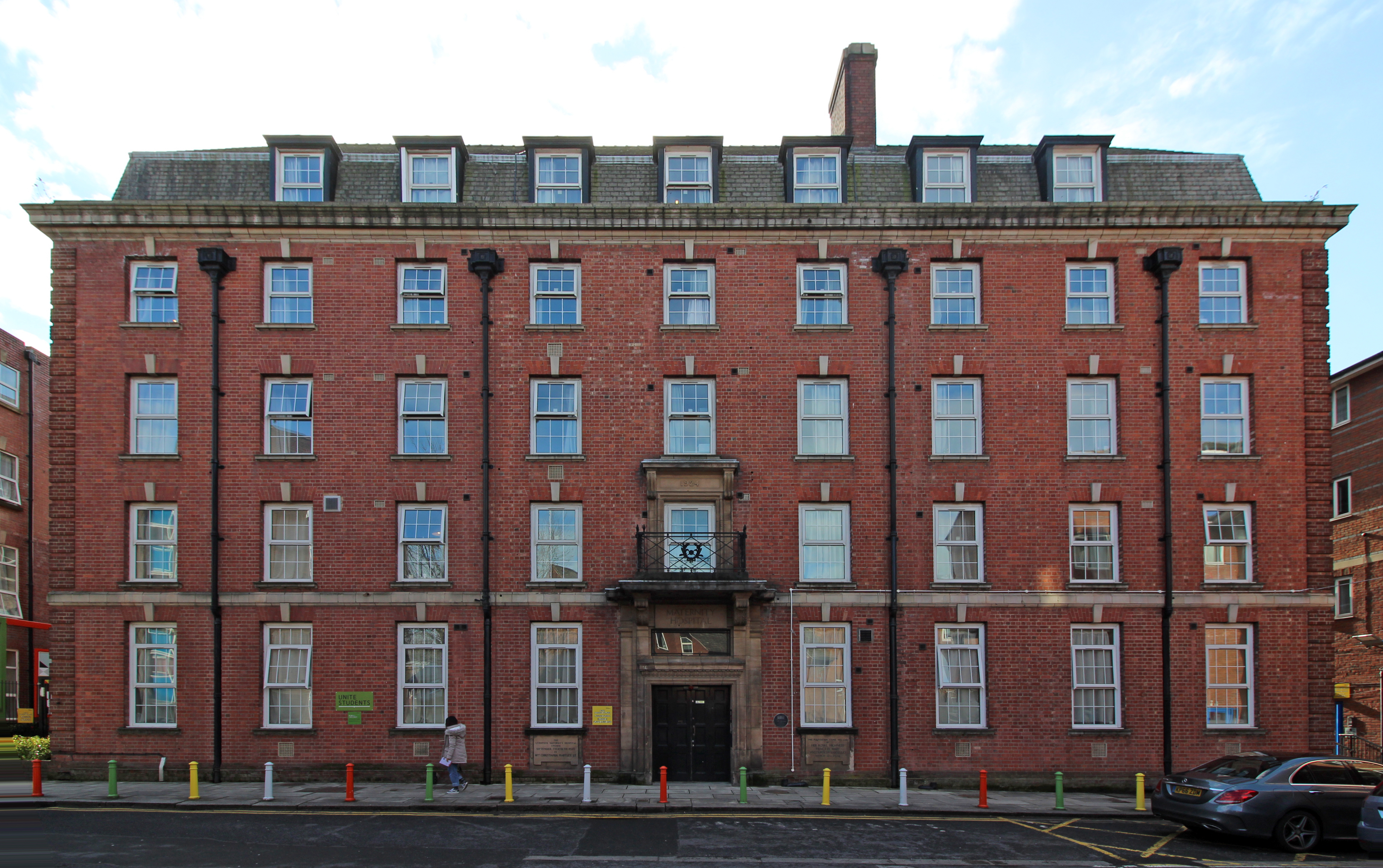
Hospital Maternal de Liverpool donde Julia dio a luz a John Lennon el 9 de octubre de 1940.

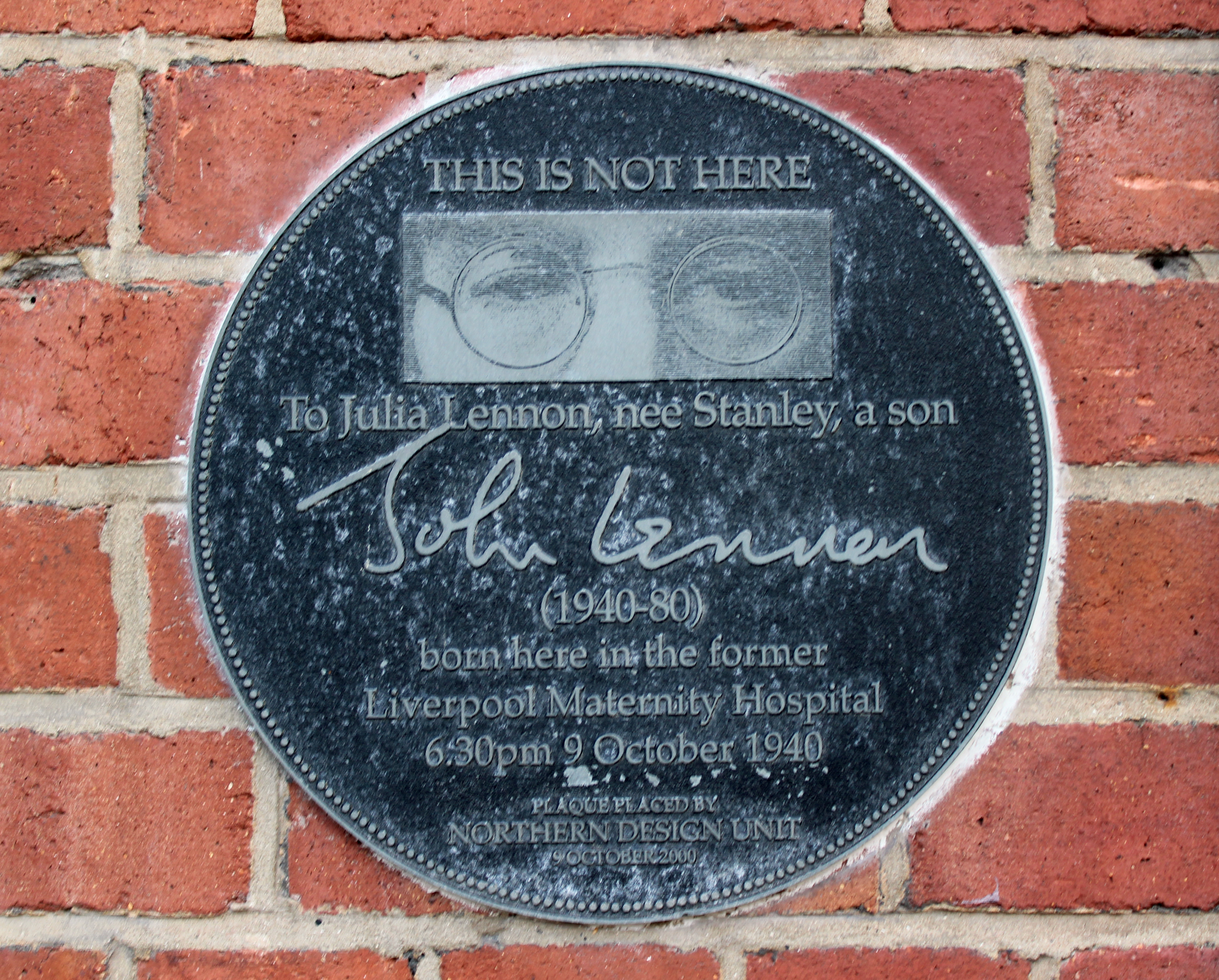
Placa colocada por John Lennon en el Hospital Maternal de Liverpool en memoria de su madre.

Inicialmente la familia Stanley ignoró completamente el matrimonio. Al regresar de su viaje a Caribe el matrimonio se instaló en la casa paterna y poco después, a comienzos de 1940, Julia quedó embarazada, casi simultáneamente con el comienzo de la Segunda Guerra Mundial, durante la cual gran parte de Liverpool resultaría arrasada por los bombardeos aéreos. Alf continuó desempeñándose en la marina mercante, ahora bajo riesgo de hundimiento debido a la guerra, enviando regularmente dinero para sostener a Julia. La constante ausencia de Alf ya generaba serios conflictos en la pareja.
Julia dio a luz a John Winston Lennon el 9 de octubre de 1940, en el segundo piso del Hospital Maternal Oxford Street Maternity de Liverpool. El niño recibió el nombre de John, de su abuelo paterno, y el nombre de Winston, por el en ese momento primer ministro Winston Churchill, exteriorizando el sentimiento patriótico que exacerbaba la guerra. El nueve de su día de nacimiento, en coincidencia con la dirección de su casa natal (9 Newcastle Road), se volvería un número cabalístico para John, llegando a escribir una de sus primeras canciones, «One After 909», así como «Revolution 9» y «Number 9 Dream», alrededor del mismo. Alf no estuvo presente debido a que se encontraba embarcado en el Empress of Canada, un barco incluido en la lista de barcos a hundir por los submarinos alemanes, debido a que transportaba tropas. Para entonces los bombardeos eran prácticamente diarios, aunque ese día excepcionalmente no los hubo. Curiosamente a John Lennon nunca se le preguntó por el impacto de la guerra en su infancia. Una de las escasas referencias a aquella situación es una carta de la tía Mimi, que menciona que, durante los bombardeos, la prioridad de la familia era cuidar la vida del bebé, cubriéndolo con los cuerpos de su madre y el resto de los adultos. Alf volvería a Liverpool y conocería a su hijo el 1 de noviembre.
En 1941 Annie, la madre de Julia, sufrió un derrame cerebral que le causó la muerte poco después. Mimi, ya casada, reemplazó a su madre como matriarca de la familia, mientras Julia asumió el cuidado de su padre.
Durante los tres primeros años de John, Alf prácticamente no estuvo presente. El período más extenso fue en la primavera (abril-junio) de 1943, cuando la familia estuvo junta durante unos dos meses, en una casa de Woolton (120a Allerton Road), que la tía Mimi y su esposo llamaba "La Cabaña", y que era parte de una granja lechera que este último había recibido como herencia de su padre. Alf se referiría más adelante a los celos que le producía que Julia saliera a bailar cuando él no estaba.
De su primera infancia John Lennon recordaba una canción en particular que le cantaba su madre, «I'm Wishing», una canción de la película animada de Walt Disney Blancanieves y los siete enanitos (1937). La canción comienza con Blanca Nieves preguntando "¿Quieres saber un secreto? ¿Prometes no contarlo?" (Want to know a secret? Promise not to tell?). Años después John escribiría «Do You Want to Know a Secret» inspirado en esa canción infantil que le cantaba su madre.

## Victoria y adopción
En julio de 1943 Alf volvió a embarcarse hacia Estados Unidos y no volvería a Liverpool en casi un año y medio, dejando también de enviar dinero a Julia para el sostenimiento de la familia. En ese período, sin que Julia lo supiera, Alf había desertado de la marina mercante y luego fue encarcelado por realizar operaciones de mercado negro. Julia, de nuevo en la casa paterna, se vio entonces necesitada de trabajar, a la vez que su matrimonio con Alf se encontraba terminado de hecho. En ese período Julia inició un romance con un soldado llamado Taffy Williams, de quien quedó embarazada en noviembre de 1944. Williams le propuso a Julia vivir juntos y hacerse cargo del niño, si renunciaba a la tenencia de John, pero ella se negó terminantemente. A fines de 1944, cuando Julia estaba embarazada de dos meses, Alf volvió inesperadamente a Liverpool y ofreció hacerse cargo del bebé que esperaba, propuesta que ella también rechazó, comunicándole que la relación matrimonial estaba terminada.
El 19 de junio de 1945 Julia dio a luz una niña a la que nombró Victoria Elizabeth. Su familia, especialmente su padre y su hermana Mimi, le exigieron que la diera en adopción, lo que finalmente hizo recurriendo al Ejército de Salvación, entregándola a Peder y Margaret Pedersen. John Lennon recién se enteraría de la existencia de esta hermana en 1964, cuando se lo contó su tía Harriet. Abrumado por la emoción, contrató detectives para que la encontraran, sin resultados. En 1998, casi 20 años después de su muerte, su hermana Victoria apareció en los medios de comunicación dando a conocer su identidad, que había mantenido en secreto en vida de sus padres adoptivos, para cuidar la salud mental de su madre.
Cuando su madre murió en 1945, Julia tuvo que cuidar a su padre, con ayuda de su hermana mayor.

## Mimi obtiene la custodia de John

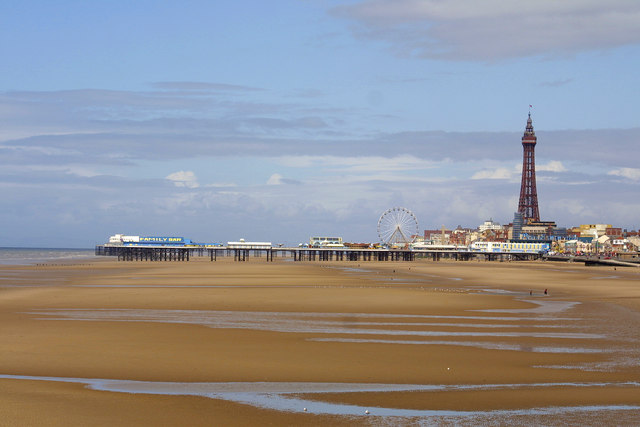
Muelle y torre de Blackpool, balneario al que solía ir Julia con John en vacaciones de verano. Allí sucedió la discusión con su esposo en 1946, cuando quiso llevarse a John a Nueva Zelanda.

Pocos meses después de dar en adopción a su segunda hija, Julia inscribió a John en el jardín de infantes que inició en noviembre de 1945, en la Escuela Primaria de Mosspits Lane, a unos 600 metros de su casa. Alf había dejado de enviar dinero y Julia comenzó a trabajar a tiempo parcial en un café cercano a la escuela. Al inicio del año siguiente comenzó una relación amorosa con John "Bobby" Dykins, quien sería su compañero durante el resto de su vida. La decisión de Julia de vivir con Dykins, desencadenó una severa crítica moral por parte de su familia, especialmente de su hermana mayor Mimi, que la denunció dos veces ante el Comité de Asistencia Pública de Liverpool. Presionada por su familia y el Estado, Julia se vio obligada a entregar la guarda de John a Mimi y su esposo, George Smith, yéndose a vivir con ellos a Mendips (251 Menlove Avenue) en Woolton, a unos tres kilómetros.
A mediados de 1946, Alf reapareció yendo a visitar a John en la casa de Mimi. Aprovechando la confianza de esta última, se quedó a dormir esa noche y al día siguiente dijo que llevaría a John a realizar algunas compras, pero en lugar de ello se llevó al niño al balneario de Blackpool, donde se instaló en la casa de su compañero en la marina Billy Hall, con la intención secreta de emigrar a Nueva Zelanda y llevarse a John con él. Julia descubrió la maniobra y, acompañada de Dykins, fue hasta Blackpool. Varias biografías de Lennon han construido una leyenda dramática sobre lo que sucedió en Blackpool, con John llorando y debiendo elegir entre su madre y su padre. Pero el testimonio presencial de Billy Hall, desmiente la leyenda. Julia y Alf conversaron en su casa a solas, sin levantar la voz, y acordaron que Julia mantendría la tenencia. Alf se radicó en Nueva Zelanda, perdiendo todo contacto con Julia y su hijo, hasta la época en la que John ya era mundialmente famoso.
Desde ese momento vivió continuamente en Mendips, cambiando a la Escuela de Dovedale Road. Lennon se culpaba a sí mismo, diciendo años más tarde, que "Mi madre... no pudo lidiar conmigo."
Julia buscó mantener un vínculo constante con John, visitándolo frecuentemente, pero Mimi decidió que ello no sería beneficioso para el niño. Habría que esperar hasta que John cumpliera 11 años y -ya con movilidad propia-, comenzara él a visitar a su madre y hermanas en la casa de 1 Blomfield Road.

## Sus dos hijas con Dykins

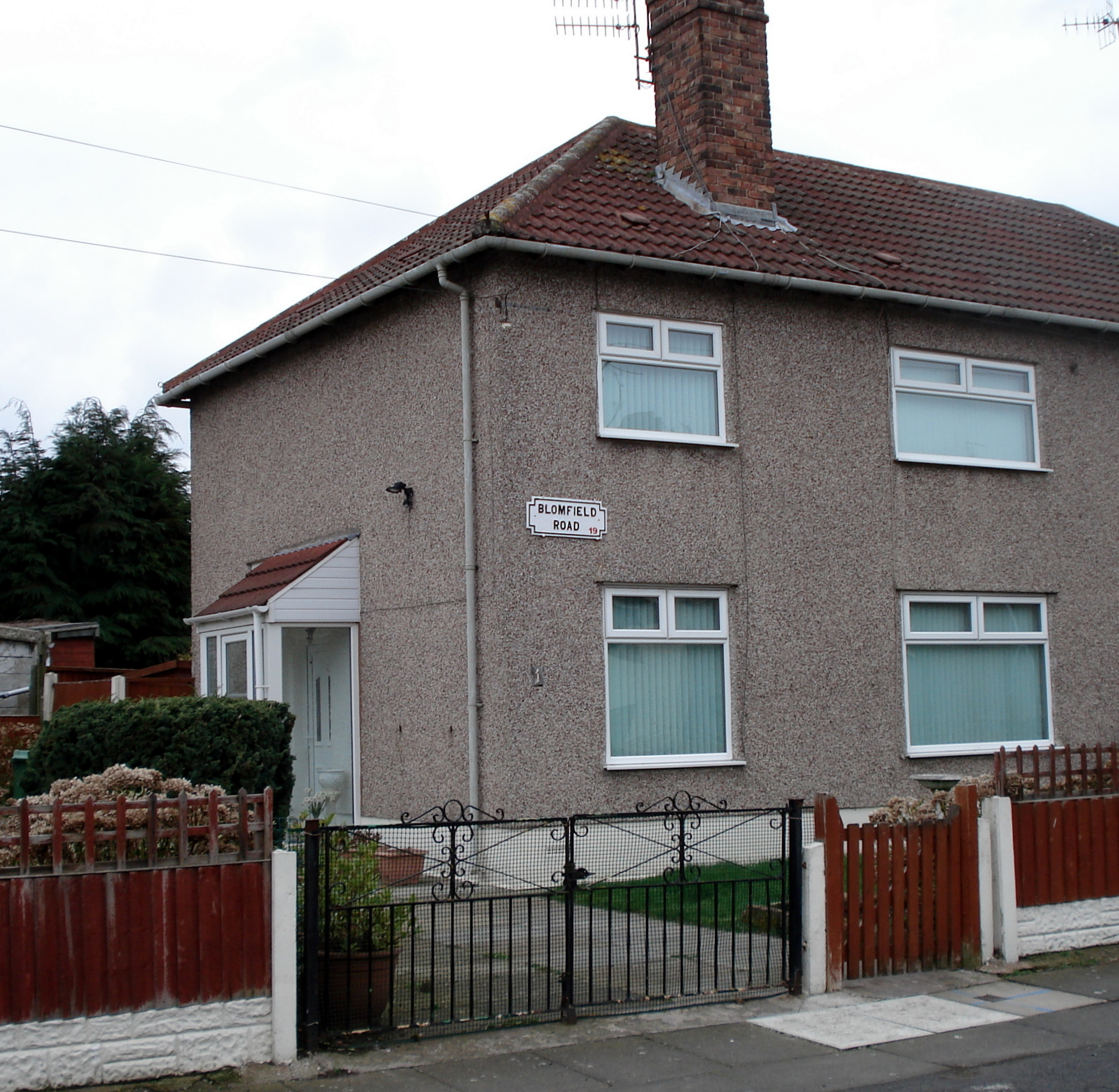
Casa de Julia y Dykins en 1 Blomfield Road, a la que se mudaron en 1949.

En 1946 Julia comenzó a vivir con John "Bobby" Dykins; un año después de que diera en adopción a su segunda hija y un año y medio después de haber terminado de hecho su relación con Alf. Dykins trabajaba en el Hotel Adelphi como catador de vinos. Julia tuvo que enfrentar los prejuicios conservadores, religiosos y patriarcales de la época que consideraban que estaba "viviendo en pecado" y el propio John debió soportar las agresiones de aquellos que ofendían a su madre como una persona inmoral.
A mediados de 1946 quedó embarazada y el 5 de marzo de 1947 nació Julia Dykins. La pareja se instaló en la casa paterna.
El 2 de marzo de 1949 murió el padre de Julia, George Stanley, a la edad de 74 años. Al morir, Stanley tenía ahorradas 464 libras, una suma no despreciable para la época, que dejó en legado solamente a Julia. Con ese dinero Julia y Dykins, presentándose como esposos, aplicaron para obtener una casa construida por el Estado, que les fue concedida en 1 Blomfield Road, en Allerton. La casa quedaba a solo 2,5 kilómetros de Mendips, pero Mimi le pidió que no le diera la dirección a John.
Poco después, el 26 de octubre de 1949, nació su cuarta hija, Jackie Dykins. Dykins obtuvo trabajo como gerente de varios bares en Liverpool, que le permitieron a Julia dejar el trabajo remunerado para dedicarse al cuidado de sus dos hijas. Aunque Julia no iba a Mendips y John no sabía donde vivía su madre, hay varios testimonios que los recuerdan juntos en reuniones familiares. De hecho, de esta época data la única foto conocida de ambos juntos, tomada en la casa de su hermana "Nanny", donde se los ve a ambos mirando a la cámara y sonriendo, con Julia luciendo un sombrero de ala ancha y un vestido jaspeado, mientras que John tiene pantalones cortos y una remera.

## La recuperación del vínculo con John

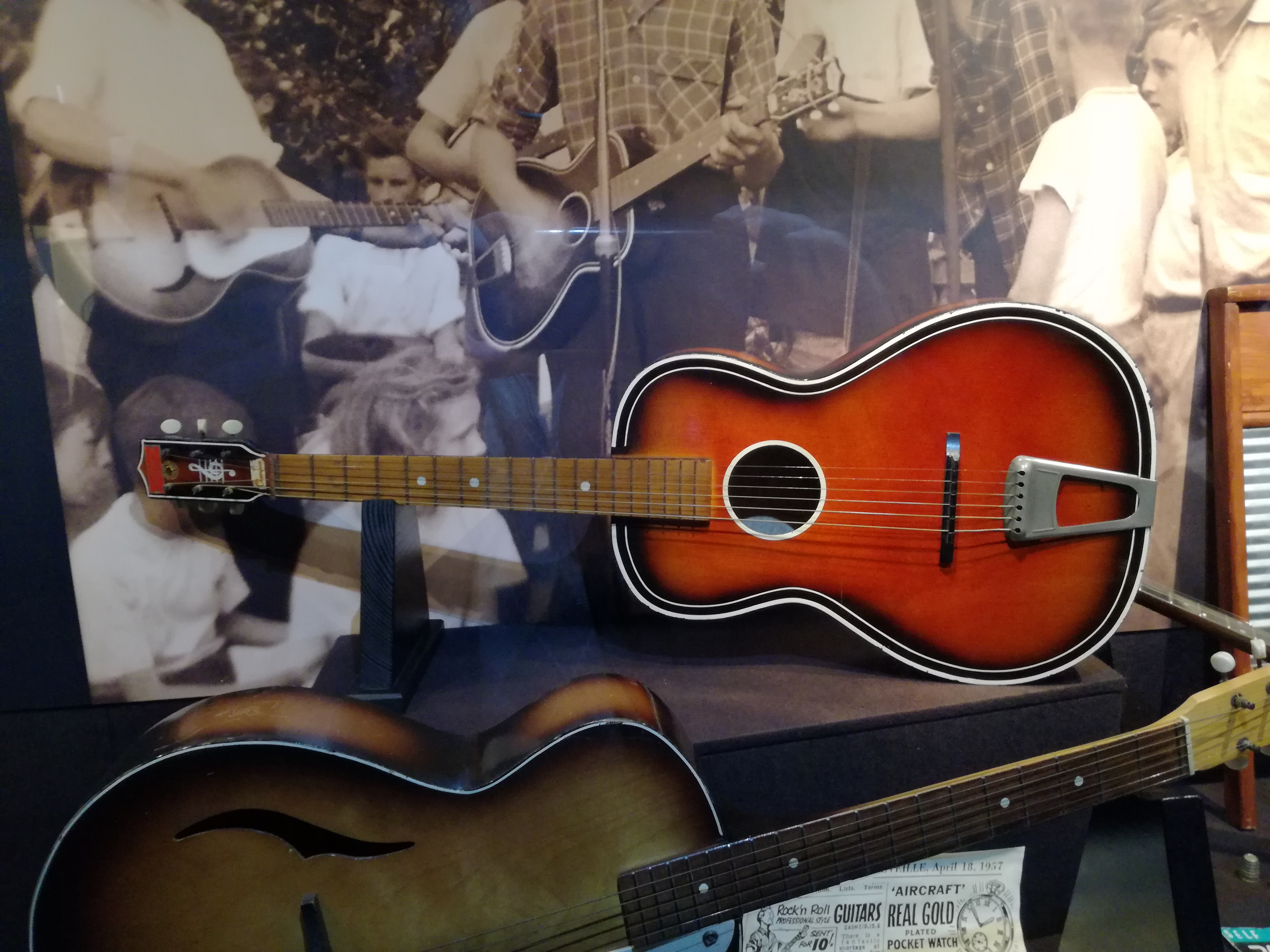
Guitarra Gallotone Champion, primera guitarra de John Lennon que Julia le compró en abril de 1957 (Museo de Los Beatles de Liverpool).

En 1953, cuando John ingresaba a la adolescencia y ya tenía movilidad propia, comenzó a visitar a su madre en la casa de 1 Blomfield Road, con el fin de restablecer el vínculo con su madre y construir un vínculo con sus hermanas. En muchas ocasiones se quedaba a dormir en la casa, ocupando la cama de su hermana Julia, quien a su vez dormía con Jackie. Sus hermanas tenían por entonces 6 años (Julia) y 4 años (Jackie).
La recuperación del vínculo filial entre Julia y John tuvo como eje la pasión por la música. Para entonces John tenía una armónica que le había regalado el tío George y practicaba constantemente con ella, al punto que un conductor de buses en un viaje a Escocia (donde pasaba las vacaciones de verano con sus primos), conmovido por sus esfuerzos, le regaló un armónica marca Hohner.
1955 fue un año clave en las vidas de Julia y John Lennon, de catorce años. El 5 de junio había muerto de un colapso George Smith, el esposo de la tía Mimi. Para alejarse de la tristeza que embargaba a Mendips, John intensificó sus visitas a la casa de su madre. Ese momento coincidió con el estallido mundial del rock and roll y el auge de los teddy boys en Inglaterra, cuya vestimenta y postura John adoptó. Julia, quien en ese momento tenía 41 años, también compartía el gusto por el rock and roll, algo completamente inusual entre las mujeres de su edad. Ese año Julia comienza a enseñarle a John a tocar el banjo, siendo la primera canción «Ain't That a Shame», un hit de Fats Domino, aunque probablemente la versión que escuchaban era la de Pat Boone. John grabó esta canción en su álbum solista Rock 'n' Roll (1975). Tocar el banjo le permitió a John acompañarse mientras cantaba, algo que no podía hacer con la armónica. En ese momento Julia le enseñó a John a tocar al menos otras cuatro canciones de sus favoritas: «Ramona» (1927), «Girl of My Dreams» (1927), «Little White Lies» (1930) y «Don't Blame Me» (1933). Colin Hanton presenció también como Julia le enseñaba a John «Maggie Mae», que integraría el repertorio de Los Quarry Men, y sería grabada por Los Beatles en el álbum Let It Be (1970). John también dijo que la primera canción que había aprendido de su madre en el banjo, fue «That'll Be the Day», aunque la misma recién fue lanzada por de Buddy Holly en mayo de 1957.
La desaparición de aquel banjo luego de la muerte de Julia, se convertiría en uno de los grandes misterios de la historia de Los Beatles, hasta el punto de ser considerado el "santo grial de la memorablia del pop". También le enseñó a tocar el ukulele, y el acordeón.
John comenzó a quedarse más y más tiempo en la casa de Julia. Al comienzo se quedaba algunas horas, luego empezó a quedarse a dormir, a pasar los fines de semana y finalmente quedarse semanas enteras. De hecho John comenzó a ser considerado parte de la familia Dykins.
En enero de 1956 estalló en Gran Bretaña la "locura del skiffle" (skiffle craze) con el lanzamiento de «Rock Island Line» de Lonnie Donegan. El skiffle permitía que cualquier grupo de adolescentes pobres pudiera formar una banda con instrumentos caseros, como la tabla de lavar, y... guitarras. La guitarra era un instrumento casi desconocido en la música popular británica. En la segunda mitad de 1956 John formó su propia banda de skiffle, con su pandilla y compañeros de escuela, y le puso el nombre del colegio: The Quarry Men. Julia apoyó activamente a su hijo en ese emprendimiento y su casa se convirtió en uno de los lugares habituales de ensayo, a la vez que comenzó a enseñarles a tocar la guitarra al propio John y a Eric Griffiths, a partir de sus conocimientos de banjo. Por esa razón, hasta la llegada de Paul McCartney a mediados de 1957, John tocaba la guitarra con la afinación de cinco cuerdas característica del banjo (sin utilizar la sexta), diferente de la afinación que utiliza la guitarra. Durante los ensayos Julia incluso se sumaba a veces a tocar con su banjo.
En el libro de memorias de su hermana, se relata que su madre solía celebrar las visitas de John poniendo un disco con la canción «My Son John», de David Whitfield, lanzado en 1956.
La casa de Julia también era importante para John, por el tocadiscos que tenía. Debido a que Mimi no aceptaba que hubiera un tocadiscos en su casa, Lennon aprendió como tocar sus canciones favoritas en la casa de Julia y Dykins. Ella disfrutaba del rock and roll y tenía discos de Elvis Presley, Gene Vincent y Buddy Holly, entre otros, otra característica completamente inusual entre las madres de entonces, que veían en el rock un agente de perdición para la juventud. Uno de sus gatos -Julia los amaba y llegó a tener seis gatos- recibió precisamente el nombre de Elvis.
Colin Hanton, el baterista de The Quarry Men, recuerda la primera vez que conoció a Julia a comienzos de 1957:

Julia me conquistó de inmediato: era vivaz, muy graciosa y amigable, no como la mayoría de las mamás que conocía, que podían ser un poco reticentes cuando las conocías por primera vez. Para comenzar Julia se veía joven, toda su actitud era juvenil, su manera de vestirse era con estilo: parecía más una hermana mayor o una tía joven, que una mamá. Nos hizo pasar al living room, donde me senté en una silla mientras John y ella se sentaron juntos en un sofá... No pasó mucho para que trajera el banjo y comenzara a tocar una canción. Yo estaba fascinado: una mamá tocando el banjo y cantando. Era algo diferente a todo lo que había vivido. Y ella era realmente buena... A la vez que cantaba Julia le hablaba a John sobre los acordes de la canción, mostrándole las posiciones. Su atención estaba puesta allí. Ella era carismática. Era una muy buena cantante, cantó un poco, le mostró a John algunos acordes y luego le pasó el instrumento a él, para que lo tocara por sí mismo a la vez que cantaba. Según recuerdo ella le estaba enseñando "Maggie Mae", que se volvió un tema central del repertorio de Los Quarry Men... Muchos años después me di cuenta del privilegio que había tenido al ser testigo de John y Julia juntos haciendo música; ver de primera mano qué importante era ella en su vida y su desarrollo musical.
Colin Hanton

En abril de 1957 Julia le compró a John su primera guitarra, una Gallotone Champion de fabricación sudafricana, encargada por correo en Londres, que costó 10 libras. Asistió también a la presentación de Los Quarry Men del 6 de julio de 1957 (célebre porque en ocasión de la misma John conoció a Paul McCartney) y se la vio silbando y bailando durante todo el concierto.
Al igual que en otras casas en las que ensayaban, Lennon y McCartney disfrutarían de tocar de tocar en el baño de la casa de Julia, debido a que la acústica "sonaba como un estudio de grabación". Dykins le pagaba semanalmente a John un penique por hacer tareas de mantenimiento y reparaciones del hogar, que se agregaban a los cinco chelines que le daba su tía Mimi.
En la segunda mitad de 1957 Julia vio como la banda de su hijo incorporaba a Paul McCartney y George Harrison y mejoraba su calidad, volviéndose semiprofesional. Al promediar 1958, el 12 de julio de 1958, The Quarry Men grabaron precariamente un disco simple. El lado A fue «That'll Be the Day» de Buddy Holly, la canción que John asociaba con su madre, y el lado B fue «In Spite of All the Danger», un de las primerísimas canciones compuestas por Paul McCartney, que él cantaba. La banda acordó que cada miembro tendría el disco una semana, comenzando por John. Aunque no hay testimonios directos, es casi seguro que ese mismo día, o al día siguiente John le hizo escuchar el disco a su madre. Trágicamente tres días después Julia moriría.

## Muerte

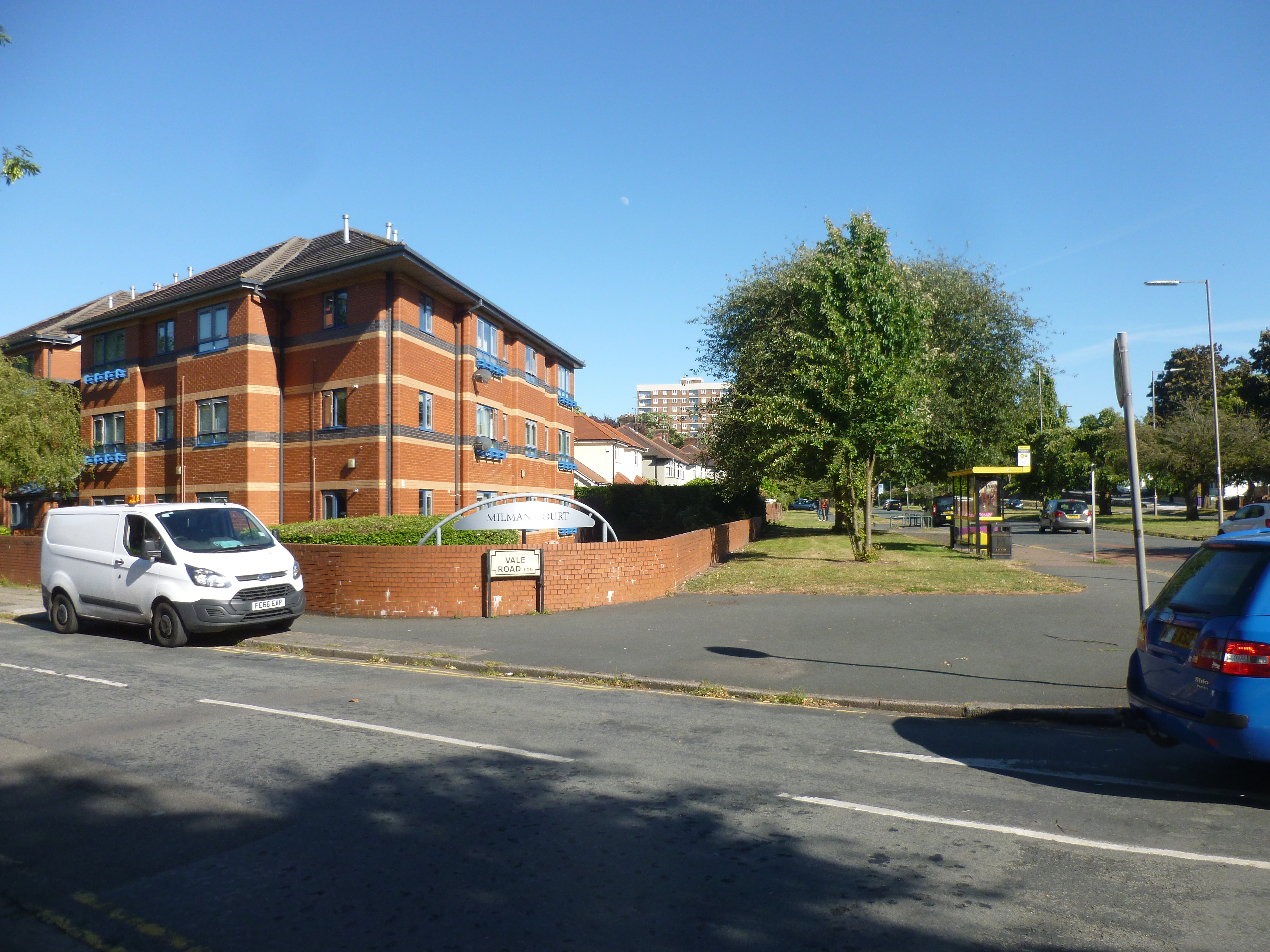
Esquina de Menlove Avenue y Vale Road, a 20 metros de Mendips, frente al lugar en que Julia fue atropellada causándole la muerte.

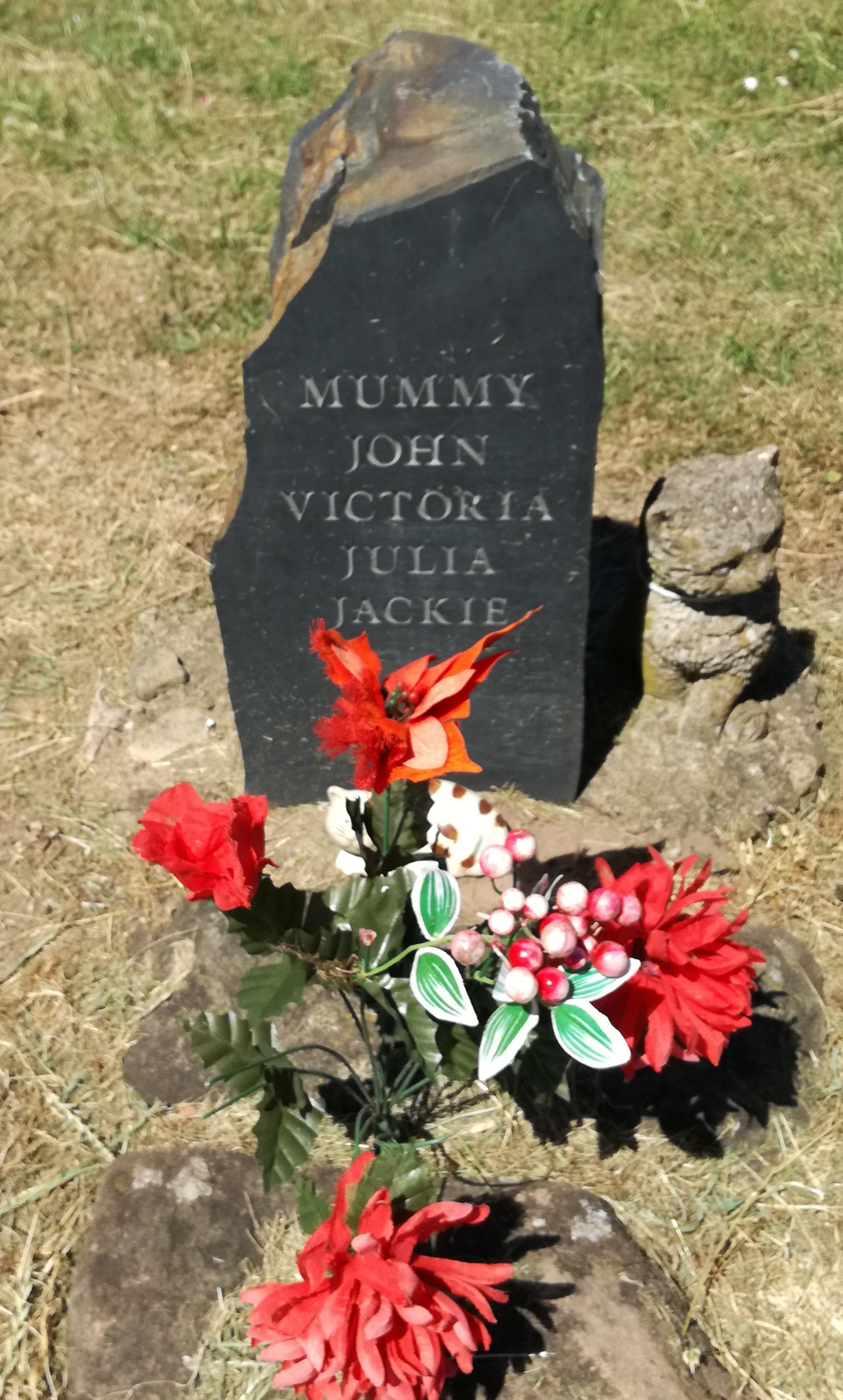
Tumba de Julia Lennon en el cementerio de Allerton, acompañada por dos estatuillas de los gatos que amaba.

Julia visitaba a su hermana mayor Mimi prácticamente todos los días, donde solían charlar mientras tomaban el té o tomar sol en el jardín. El 15 de julio de 1958, en pleno verano británico, fue uno de esos días. Al atardecer, poco antes de las 21:30, Julia salió de Mendips para dirigirse a la suya. En ese momento Nigel Walley, mánager de Los Quarry Men e íntimo amigo de John, llegó a Mendips buscándolo:

Ese atardecer fui a buscarlo a John pero su tía Mimi me dijo que había salido. Mimi estaba en la puerta con la mamá de John, que estaba por irse. Charlamos un poco y la mamá de John dijo "Bueno, tenés el privilegio de acompañarme a la parada del autobús". Yo dije "¡Qué bien! Estaré feliz de hacer eso". Descendimos por Menlove Avenue y yo giré para subir por Vale Road, donde vivía. Habré caminado 15 yardas cuando oí la frenada de un auto. Me di vuelta y vi a la mamá de John volando por el aire. Corrí pero ella murió instantáneamente. Después de eso vi a John pocas veces, porque se volvió un poco recluido en sí mismo. Eso me preocupó porque, en lo profundo, me preguntaba si me culpaba del accidente y si pensaría "Si solo Nigel Walley se hubiera quedado un minuto más hablando con mi mamá".
Nigel Walley

Julia fue atropellada por un auto marca Standard Vanguard, conducido por el policía Eric Clague, que a pesar de ser un aprendiz, estaba conduciendo solo, algo prohibido por la ley, razón por la cual Clague fue encontrado culpable, aunque no fue a prision.
La muerte de su madre tuvo efectos devastadores sobre su hijo y sus hijas. John, que estaba en pleno proceso de reconstruir su relación con su madre y seguía siendo un adolescente, no pudo ver el cuerpo de su madre y pasó todo el funeral acurrucado en la falda de la tía Mimi. Dykins no pudo decirles a sus hijas Julia y Jackie que su madre había muerto y permanecieron durante dos meses sin saber por qué había desaparecido de sus vidas. Fue enterrada en el Cementerio de Allerton, en Liverpool. Su hija Julia explicó que la familia decidió colocar una lápida muy afectuosa, para que fuera "un asunto privado de la familia y no para el público". La lápida dice simplemente: "Mummy, John, Victoria, Julia, Jackie". Clague, el que la atropello, su muerte tuvo un impacto negativo y jamas le conto el hecho a su familia hasta 1998.

## Efectos sobre Lennon
La muerte de su madre traumatizó severamente a Lennon. Durante dos años bebería demasiado y se vería involucrado frecuentemente en peleas, afectado por una "furia ciega". Fue un factor relevante en las dificultades emocionales que tuvo durante casi toda su vida, pero también fue un factor decisivo para establecer una conexión íntima con Paul McCartney, que había perdido a su madre tres años antes y que se expresaría en uno de los dúos creativo más célebres de la historia.

### «Julia», la canción
En 1968, al cumplirse diez años de su muerte y mientras estaba en la India haciendo con Los Beatles el famoso retiro espiritual con el Maharishi, John compuso una canción en memoria de su madre, que tituló con su nombre «Julia», que fue incluida en el álbum blanco de Los Beatles. Se trata del único tema grabado por Los Beatles que John Lennon interpreta solo, acompañándose con un arpegio de guitarra.
En la canción John habla con su madre y le dice que la escribió para poder llegar a ella, pidiéndole que lo toque. John describe a su madre utilizando metáforas como "ojos de caracola" (seashell eyes) y "sonrisa de viento" (windy smile), "arena durmiente" (sleepeing sand), "nube silenciosa" (silent cloud). Notablemente, entre las metáforas, John describe a su madre como una "niña oceánica" (ocean child), que es uno de los significados de la palabra "yoko" en japonés, por Yoko Ono, su segunda esposa. El propio John se encargó de precisar que la canción era una "combinación de Yoko y mi madre fundidas en una".

### «Mother»
En 1970 Lennon compuso «Mother» y la lanzó en el álbum John Lennon/Plastic Ono Band. Se trata de una canción desgarradora, llegando al grito, que fue escrita mientras John realizaba terapia primal con el psicólogo californiano Arthur Janov, que ese mismo año se había vuelto famoso al publicar su primer libro titulado El grito primal, sobre el sufrimiento psicosomático remanente de los traumas sucedidos en la primera infancia. Lennon habla con su madre y le dice en la letra "madre, tu me tuviste, pero yo nunca te tuve; yo te quise, pero tu no me quisiste" y finaliza al borde del llanto y del grito diciendo, "mamá no te vayas, papi vuelve a casa". 

### Otras canciones
Otras canciones de John Lennon referidas explícita o implícitamente a su madre son «In My Life» (Rubber Soul, 1965) y «My Mummy's Dead» (John Lennon/Plastic Ono Band, 1970).

## Representaciones en películas
Julia ha sido representada en varias películas sobre la vida de John Lennon, como In His Life: The John Lennon Story (2000) y Nowhere Boy (2009).

## Después de su muerte
Después de su muerte, sus dos hijas, que entonces tenían once y ocho años, fueron enviadas por su padre a vivir en Edinburgo con su tía Elizabeth (Mater), hermana de Julia, sin saber que su madre había muerto. La noticia se las dio Norman Birch, el esposo de Elizabeth, dos meses después.
El éxito comercial de Los Beatles, a partir de 1963, le permitió a John comprar para sus hermanas una casa de cuatro dormitorios en Gateacre Park Drive, Liverpool, donde vivieron con la hermana de Julia, Harriet y su esposo Birch, quienes tuvieron su guarda legal.
Julia y Jackie Baird conocieron sorpresivamente a su hermana Victoria (rebautizada Ingrid) en 2010, durante la ceremonia en la que el Estado británico colocó la Placa Azul de Herencia, en Mendips.